# Sioguí Arriba
Sioguí Arriba se encuentra en la provincia de Chiriquí, en el oeste del país, a 400 km de la capital y a 278 metros sobre el nivel del mar.
El terreno alrededor de Sioguí Arriba es bastante accidentado en el norte, pero en el sur es plano. La tierra alrededor de Sioguí Arriba cubría el fondo hacia el sur el punto más alto de la zona es el Corregimiento Guayabal, a 946 metros sobre el nivel del mar, a 15,8 km al norte de Sioguí Arriba. Hay alrededor de 43 personas por kilómetro cuadrado alrededor de Sioguí Arriba población relativamente pequeña. La ciudad más grande más cercana es La Concepción, 7.5 km al este de Sioguí Arriba. El campo alrededor de Sioguí Arriba está casi completamente cubierto.